# Come (Jain)
Come è un singolo della cantautrice francese Jain, pubblicato l'11 maggio 2015 come primo estratto dal primo album in studio Zanaka.

## Video musicale
Il videoclip di accompagnamento a Come, pubblicato sul canale Vevo della cantante il 2 giugno 2015, è caratterizzato dalla presenza di illusioni ottiche e fotomontaggi.

## Tracce
1. Come – 2:42 (Jeanne Louise Galice)

## Classifiche

### Classifiche settimanali
| Classifica (2016) | Posizione massima |
| ----------------- | ----------------- |
| Belgio (Vallonia) | 5                 |
| Francia           | 1                 |
| Italia            | 20                |
| Spagna            | 1                 |
| Svizzera          | 75                |

### Classifiche di fine anno
| Classifica (2016) | Posizione massima |
| ----------------- | ----------------- |
| Belgio (Vallonia) | 51                |